# Klaineanthus gabonii
Klaineanthus gabonii là một loài thực vật có hoa trong họ Đại kích. Loài này được Pierre mô tả khoa học đầu tiên năm 1900.